# Beana polychroma
Beana polychroma är en fjärilsart som beskrevs av Walker 1862. Beana polychroma ingår i släktet Beana och familjen trågspinnare. Inga underarter finns listade i Catalogue of Life.